# Luigi Casola
Luigi Casola (* 11. Juli 1921 in Busto Arsizio; † 6. April 2009 in Certosa di Pavia) war ein italienischer Radrennfahrer.

## Sportliche Laufbahn
Casola war im Straßenradsport und im Bahnradsport aktiv. 1960 zog er nach Mexiko, wo er einige Jahre lebte. Dort initiierte er den Bau der Radrennbahn von Mexiko-Stadt. 2003 kehrte er nach Italien zurück. 
Von 1946 bis 1953 war er Unabhängiger und Berufsfahrer. 1948 (zweifach), 1949 und 1951 holte er Etappensiege im Giro d’Italia. Er gewann die Eintagesrennen Giro del Veneto 1945 und 1950, Coppa San Geo 1945, Coppa Agostoni und Il Piccolo Lombardia 1946, Coppa Placci 1948 und die Coppa Bernocchi 1951. Zweiter wurde er in der Lombardei-Rundfahrt 1946 hinter Fausto Coppi, im GP Industria & Commercio di Prato 1947. Im Giro del Lazio 1949 kam er auf den dritten Rang.
Den Giro d’Italia bestritt er achtmal. 1947 wurde er 34., 1950 70., 1951 52., 1952 65. der Gesamtwertung. 1946, 1948, 1949 und 1953 beendete er die Rundfahrt nicht. 
Casola bestritt einige Sechstagerennen in Nordamerika. 1954 gewann er das Sechstagerennen von Turin mit Riccardo Filippi als Partner. Beide gewann 1955 das Rennen in Alessandria.